# Ferrovia Jining-Erenhot
La ferrovia Jining-Erenhot (in cinese 集二铁路, in mongolo Жижи төмөр зам) è un'importante linea ferroviaria cinese che congiunge il distretto di Jining al confine con la Mongolia e che collega Ulan Bator e Mosca attraversando la Mongolia Interna.

## Storia
La ferrovia venne costruita tra maggio 1953 all'ottobre 1955 e venne inaugurata nel dicembre dello stesso anno. Dal 1956 è collegata con la ferrovia Transmongolica e iniziò il trasporto internazionale.

## Percorso
| Continuation backward |

|  | Unknown route-map component "ABZg+l" | Unknown route-map component "CONTfq" |

| Station on track |

| Unknown route-map component "CONTgq" | Unknown route-map component "ABZgr" |  |

| Unknown route-map component "CONTgq" | Unknown route-map component "ABZgr" |  |

| Non-passenger station/depot on track |

| Stop on track |

| Stop on track |

| Stop on track |

| Stop on track |

| Unknown route-map component "CONTgq" | Unknown route-map component "ABZgr" |  |

| Stop on track |

| Stop on track |

| Stop on track |

| Stop on track |

| Stop on track |

| Stop on track |

| Stop on track |

| Stop on track |

| Stop on track |

| Stop on track |

| Stop on track |

| Stop on track |

| Stop on track |

| Stop on track |

| Stop on track |

| Stop on track |

| Stop on track |

| Stop on track |

| Stop on track |

| Stop on track |

| Stop on track |

| Stop on track |

| Unknown route-map component "CONTgq" | Unknown route-map component "ABZg+r" |  |

| Stop on track |

| Station on track |

| Restricted border on track |

| Continuation forward |